# Saint-Jean-de-Minervois
Saint-Jean-de-Minervois é uma comuna francesa na região administrativa de Occitânia, no departamento de Hérault. Estende-se por uma área de 32,7 km². Em 2010 a comuna tinha 154 habitantes (densidade: 4,7 hab./km²).